# Passopisciaro
Passopisciaro (Passupisciaru in siciliano) è una delle sette frazioni di Castiglione di Sicilia, in provincia di Catania.

## Origini del nome
Il nome del paese pare risalire al periodo borbonico: una leggenda del tempo racconta della presenza in questi luoghi del brigante Ciccu Zummu che, per raggirare il capitano giustiziere della Real Gran Corte di Randazzo, coinvolse un povero pescivendolo (in siciliano pisciaru) che rimase ucciso. Da quel giorno il luogo prese il nome siciliano di Passu du pisciaru. È anche possibile, però, che l’etimo possa derivare dalla lingua parlata. Passopisciaro si trova al centro di quello che era il Feudo delle Sciare per cui, per andare nelle due direzioni, lungo la allora strada Regia, già Consolare, di Randazzo e Linguaglossa, si doveva necessariamente passare da qui. Passo per le Sciare, inteso come Feudo delle Sciare, in siciliano si direbbe, passu pi Sciari, simile all’attuale toponimo.

## Storia
I primi contadini si insediarono nella zona a metà Ottocento, ma è sotto il Regno d'Italia che Passopisciaro vide la sua fondazione vera e propria, quando vennero costruite le prime case dell'attuale centro presso il cosiddetto Passo del Pisciaro. Il centro crebbe rapidamente (ai primi del ‘900 furono censiti quasi mille abitanti) e allo sviluppo demografico si accompagnò anche quello economico, con la nascita di arti, mestieri, fabbriche per la distillazione dell'alcol etilico, segherie, piccole botteghe artigiane. Lo sviluppo fu agevolato anche dalla costruzione della ferrovia Circumetnea (il tratto Bronte-Castiglione fu inaugurato il 30 settembre 1895) e del suo porto di carico e scarico merci: il vino passopisciarese, una volta scaricato a Riposto, veniva esportato per tagliare il Chianti, il Barolo e i vini francesi, oltre a raggiungere la Russia.  Sempre in questo periodo (1897) il canonico Rosario Pennisi, già tesoriere della Cattedrale di Acireale, fece erigere a sue spese una cappella che nel 1921 diventò la parrocchia di Maria Santissima del Rosario. A testimonianza della prosperità di questo periodo, Vincenzo Sardo, nel suo Castiglione Città demaniale e Città feudale, pubblicato nel 1910, definì Passopisciaro "uno dei centri più importanti della provincia di Catania".
Le politiche economiche del governo centrale insieme ad altre problematiche quali la concorrenza dell'America sul grano, l'adozione della tariffa per la produzione cerealicola e la guerra commerciale con la Francia, misero in crisi l'economia della Sicilia e molti abitanti di Passopisciaro furono costretti ad emigrare negli Stati Uniti d'America, dove Rochester divenne una specie di enclave passopisciarese..
Tra la prima e la seconda guerra mondiale, Passopisciaro conobbe un nuovo periodo di crescita urbanistica ed economica. Nel giugno 1923 il paese venne minacciato direttamente dall'eruzione dell'Etna, venendo però risparmiato dalla colata lavica. Fu proprio in occasione di questo evento che nacque la pratica devozionale della processione del simulacro di Maria Santissima del Rosario per le vie cittadine ogni prima domenica di luglio, come ringraziamento per quello che all'epoca venne ritenuto un intervento miracoloso.
Durante la seconda guerra mondiale, il 13 luglio 1943, due cacciabombardieri B25 Mitchell bombardarono il paese, provocando la morte di sette civili.
Nel dopoguerra, il 24 febbraio 1947 e per una decina di giorni a venire, Passopisciaro venne nuovamente minacciato da un'altra eruzione dell'Etna. Gli eventi bellici e naturali, uniti alla crisi del comparto vitivinicolo, provocarono l'abbandono progressivo delle campagne, sia da parte dei proprietari che degli stessi contadini, con una seconda ondata di emigrazione degli abitanti di Passopisciaro verso Stati Uniti d'America, Brasile, Argentina e Australia prima, Francia, Svizzera, Germania e nelle grandi città del nord Italia poi, Milano su tutte.
Nel maggio del 1949 Passopisciaro chiese il distacco dal comune di Castiglione di Sicilia, ma il 1º marzo 1951 la prefettura di Catania bocciò la richiesta, confermandone lo status di frazione.
A partire dalla fine degli anni '90 l'economia del paese ha vissuto una nuova fase di crescita, grazie al rilancio dell'attività vitivinicola dell'area etnea.

## Monumenti e luoghi d'interesse
Passopisciaro possiede strade larghe con ampi marciapiedi e abitazioni dal prospetto simmetrico. Attorno alle strade si sviluppa una serie di ville baronali i cui proprietari sono gli stessi che qui avevano condotto questi contadini; si ricordano Villa Corso (già dimora del fisico catanese Ettore Majorana) Villa Vagliasindi, Villa Pennisi (del canonico Rosario Pennisi Cesarò, tesoriere della Cattedrale di Acireale ed edificatore della chiesa Maria Santissima del Rosario), Villa Vigo, Villa Scuderi, Villa Grassi Voces.

## Società

### Istituzioni, enti e associazioni
La frazione ospita una caserma dei Carabinieri.